# (16475) 1990 QS4
A (16475) 1990 QS4 a Naprendszer kisbolygóövében található aszteroida. Henry E. Holt fedezte fel 1990. augusztus 24-én.